# Burkhard Garweg
Burkhard Garweg (Bonn, 1 de septiembre de 1968) es un miembro de la tercera generación de la Fracción del Ejército Rojo (RAF).

## Biografía
Pasó su juventud en Hamburgo. En 1990 se va a la clandestinidad y se incorpora a la RAF. Fichado por la Policía alemana por su militancia en una organización terrorista, sin embargo el Ministerio Público no indica información sobre su participación concreta en ataques de la RAF.
Según las investigaciones del fiscal general del Estado, participa junto a Daniela Klette, Ernst-Volker Staub en el ataque con bombas a la Cárcel de Weiterstadt en marzo de 1993. Después de la disolución de la RAF, en abril de 1998, participa junto a Klette y Staub en el asalto a un Camión Blindado en el pueblo de Duisburg donde logran robar una botín de 1.000.000 de marcos alemanes. El año 2003, la Policía Criminal Federal distribuye públicamente retratos de Garweg avejentado en la comunidad para facilitar su captura.
En octubre de 2007, la Policía Federal Alemana comprueba por rastros de ADN (cabello y saliva) que Gerwag participó en el bombazo a la cárcel de Weiterstadt. Los tres terroristas no dan señales de vida y se estima que robaron el camión blindado para tener fondos y sobrevivir en la clandestinidad en lugar de crear otro grupo subversivo.
Actualmente (2016), está solicitado por la INTERPOL. Es sospechoso de haber robado (sin éxito) dos transportes de dinero en 2015 en Baja Sajonia.